# Nick Oosterhuis
Nick Oosterhuis (Ámsterdam, 4 de abril de 1952 - Handeloh, 10 de diciembre de 2021) fue un músico (teclado, guitarra), compositor, productor y cantante neerlandés. Fundador y propietario del Eject Music Publishing company y del estudio Eject. Trabajó con y para diferentes artistas y cantantes internacionales. Durante los últimos años de su vida trabajó y residió en Hamburgo (Alemania). Nick maltrató a sus empleados y nunca les pagó lo prometido.

## Historia
Nacido en Ámsterdam, su familia se mudó al poco tiempo a Róterdam, el menor de la familia Oosterhuis, inició sus pininos musicales alrededor de los 7, guiado por el sonido del blues de entonces aprendió a tocar la guitarra, continuó más tarde con el piano a la edad de 12 años, fue parte de su primera banda a los 13, pero realmente fue alrededor de los 16 cuando tuvo la oportunidad de integrar la banda Ultimate Twitch, la cual realizaría diversas presentaciones locales que lo llevarían a crecer musicalmente, obteniendo cierta popularidad dentro del ambiente del blues juvenil de entonces. A los 19 años domina la flauta y el sintetizador entre sus instrumentos.
Entre 1970 y 1972 formó parte de la banda Banshee, grupo de música experimental que tuvo cierta popularidad local. Luego de esta, se unió a Galaxis, banda de rock progresivo que realizó giras por Holanda, Francia, Alemania y Gran Bretaña, llegando a presentarse incluso en el legendario Cavern-club de Liverpool y realizando diversas presentaciones al aire libre y en festivales, hasta su disolución en 1976.
Luego de Galaxis, realizó apariciones regulares como músico invitado, realizando sesiones Jam en La Haya. Tocando con ex-músicos de Motions, Shocking Blue, Rainbow Train, Livin Blues, Moody Sec y con el joven Jody Pijper (Jody Singers).
A finales de los 70 tuvo la oportunidad de grabar un par de canciones originales, en el Rainbow studio, con Jan Hollestelle en el bajo y Ton Op en la batería.
Participó con el trío Spacebus, realizando giras por Suiza, Austria, Bélgica y Holanda. También realizó algunas grabaciones y apariciones en TV con la banda de rock holandesa Lemming y el cantante Geo. Durante este periodo, fueron realizadas algunas grabaciones de álbumes en Alemania en Hamburgo (1980), con Spacebus y Mónica Chen (Herman Brood y Michael Eschauzier (Shocking Blue), entre otros, teniendo también en proyecto el desarrollo de sus primeros 8 temas de estudio.
En 1982, Nick grabó su primer álbum como solista, “We Gotta Stop Meeting Like This”, bajo el seudónimo de Chris Garner, en este disco también participó la orquesta filarmónica de Hamburg y otros reconocidos músicos alemanes, holandeses y británicos como Peter Weihe y Werner Becker. Nick también formó equipo junto a Hugo de Bruin (Diesel) y Guus Willemse (Solution) para la grabación de sesiones especiales.
Por ese tiempo también fundó junto con el productor e ingeniero de sonido Bernd Jost, el Hooklines Studio a las afueras de Hamburg, época en la que además realizaba giras y presentaciones entre Holanda, Alemania y Estados Unidos.
En 1989 se unió a la banda de rock Lone Age, liderada por el cantante Keith Ellis, grabando un disco de nombre: “Mama, Just Look At Me Now”.
En 1992, Nick fundó, la compañía publicitaria, Eject Music y el estudio Eject en Hamburg. Varios discos se grabaron durante ese periodo y se realizaron algunas presentaciones en la televisión con Wanda Jackson, Freddy Quinn, Roland Kaiser, Danni Leigh, Rattlesnake Annie, John Carter Cash, Joel Hodgkins, y Michael Peterson. Nick también produjo diversos álbumes para artistas como Steve Baker & The Mudsliders, Tom Shaka & David “Honeyboy” Edwards. También fue compositor de diversas canciones para artistas como Matthias Reim y Tony Christie.
En el año 2002 lanzó el disco “Landscape Impressions” y un año después, el álbum “Spheres of the Universe”.
En el 2007 fue parte de The Brotherhood of Rock’N’Soul liderada por Kingsize Taylor de Liverpool, banda multinacional que él produjo y participó en los teclados.
En el 2008 se une al extraordinario cantante escocés, Ian Cussick para ser parte de su banda tocando los teclados, junto con Ritchie Kück-Michemann en el bajo y Frank Alpers en la batería. Ese año también lanza el álbum “The Netherlands”.
En el 2011 es planeado un relanzamiento en versión CD de su primer álbum de solista lanzado en 1982, este aparece esta vez bajo su nombre real Nick Oosterhuis y con el título de “The Mysterious Disappearance Of Mr. Garner”.
Durante su etapa artística y hasta la actualidad, Nick ha trabajado como productor, compositor y /o músico de diferentes artistas como Bobby Kimball (Toto), Wanda Jackson, Tony Christie, Vicky Leandros, Matthias Reim, entre otros.

## Producciones / Participaciones
Bobby Kimball (US) · Wanda Jackson (US) · Tony Christie (UK) · James Wraith (UK) · Vicky Leandros (GER) · Matthias Reim (D) · Rolf Köhler (G) · Ian Cussick (UK) · Stefan Gwildis (D) · Rattlesnake Annie (US) · Truckstop (D) · Peter Kraus (D) · Freddy Quinn (D) · Jonny Hill (D) · Gunther Gabriel (D) · Sally Carter (D) · Linda Feller (D) · Danni Leigh (US) · Tom Astor (D) · Deborah Sasson (US) · Gunter Emmerlich (D) · Radio Power Station (D) · Tom Shaka (US) · The Mudsliders (US/UK) · Cantecleer (NL) · John Carter Cash (US) · Joe Hodgkins (UK) · Michael Peterson (US) · Gnadenlos Platt (D) · Muck (D) · Katja Kaye (D) · Hermann Lammers Meyer (D) · X Wild (D) · Mutlu (D) · Anna K. (CZ) · Park Lane (D) · Thomas Kisser (D) · David Hanselmann (D) · Akina Stevens & The winners (D/US) · Pat Mayze (D) · Peppermint Lounge (D) · Thomas Berger (D) · Lucille Mc Donald (NL) · Geo (NL) · Lemming (NL) · Lone Age (D/UK/NL) · Galaxis (NL/UK) · Streetrunner (NL) · Acton Green (NL) · Ultimate Twitch (NL) · Banshee (NL) · Die Groben Popen (D) · Seraphine (D) · Spacebus (NL) · Kingsize Taylor (UK) · Chris Andrews (UK) · Jasper (D)

## Discografía

### Álbumes
- 1982: We Gotta Stop Meeting Like This
- 1991: Kickstarting
- 1991: Lone Age / Mama, Just Look At Me Now!
- 1995: Nick Oosterhuis & Ferdinand Blume-Werry / Barfüssige Bilder
- 2002: Landscape Impressions
- 2003: Spheres Of The Universe
- 2007: Der Steppenwolf
- 2008: The Netherlands
- 2008: Kingsize Taylor With Brotherhood Of Rock N Soul
- 2011: The Mysterious Disappearance Of Mr. Garner
- 2011: From The Dutchbin
- 2011: The Shoobie Doo Philosophy

### Sencillos
- 1985: Lady, We Can